# Berra (Italia)
Berra es una localidad de Italia, capital del municipio de Riva del Po en la provincia de Ferrara de la región de Emilia-Romaña.
Fue un municipio independiente hasta el 31 de diciembre de 2018, en que fue disuelto y pasó a formar parte del municipio de Riva del Po.

## Demografía
| Gráfica de evolución demográfica de Berra entre 1861 y 2001 |
|                                                             |
| Fuente ISTAT - elaboración gráfica de Wikipedia             |